# Франьєто-Монфорте
Франьєто-Монфорте (італ. Fragneto Monforte) — муніципалітет в Італії, у регіоні Кампанія, провінція Беневенто.
Франьєто-Монфорте розташоване на відстані близько 210 км на схід від Рима, 65 км на північний схід від Неаполя, 14 км на північ від Беневенто.
Населення — 1864 особи (2014).
Щорічний фестиваль відбувається 6 грудня. Покровитель — святий Миколай.

## Демографія
Населення за роками:

Станом на 1 січня 2023 року в муніципалітеті офіційно проживали 44 іноземці з 10 країн, серед них 13 громадян країн Євросоюзу та 3 громадяни України.

## Сусідні муніципалітети
- Беневенто
- Камполаттаро
- Казальдуні
- Франьєто-л'Абате
- Песко-Санніта
- Понте
- Понтеландольфо
- Торрекузо